# 豪诺德斯泰因
豪诺德斯泰因是奥地利下奥地利州圣帕尔滕兰县的一个市镇。总面积9.88平方公里，总人口906人，人口密度91.7人/平方公里（2005年）。